# Yabuth (huyện)
Huyện Yabuth là một huyện thuộc tỉnh Hadramawt, Yemen. Đến thời điểm năm 2003, huyện này có dân số 9862 người